# Góra Luizy
Góra Luizy (niem. Luisenberg) – wzniesienie morenowe o wysokości 68 m n.p.m. w południowej części Gdańska, w dzielnicy Ujeścisko-Łostowice (część Łostowice), w pobliżu zbiegu ul. Niepołomickiej i ul. Kampinoskiej. Nazwa upamiętnia zmarłą w 1810 pruską królową Luizę, stanowiącą symbol oporu Niemców względem Napoleona Bonaparte; samo wzgórze było w 1813 miejscem starcia pruskiej landwehry z wojskami napoleońskimi. Dla upamiętnienia wówczas poległych 9 oficerów w 1817 na wzniesieniu ustawiono żeliwny krzyż. Po 1945 został on zdewastowany, a w 2008 przeniesiony i wmurowany w fasadę pobliskiego kościoła katolickiego św. Judy Tadeusza Apostoła. Na szczycie do dziś zachował się natomiast postument po pomniku. 
Po II wojnie światowej wzniesienie – od nazwiska właściciela terenu – nieoficjalnie było nazywane Wzgórzem Zielińskiego. U podnóża wzniesienia rośnie 250-letni dąb szypułkowy, od 1986 pomnik przyrody.
4 listopada 2017 na wzgórzu udostępniono dla zwiedzających punkt widokowy.

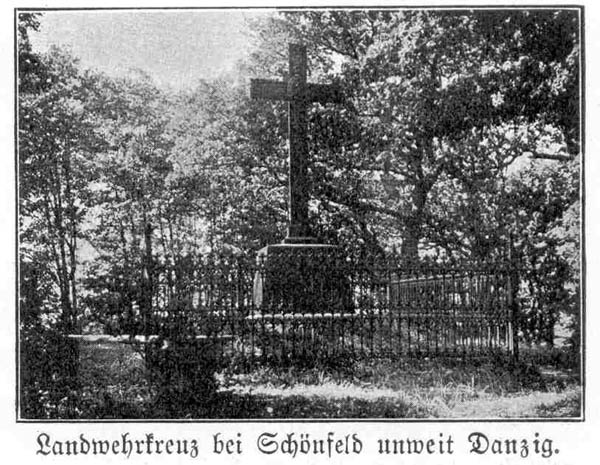
Archiwalny widok krzyża na Górze Luizy
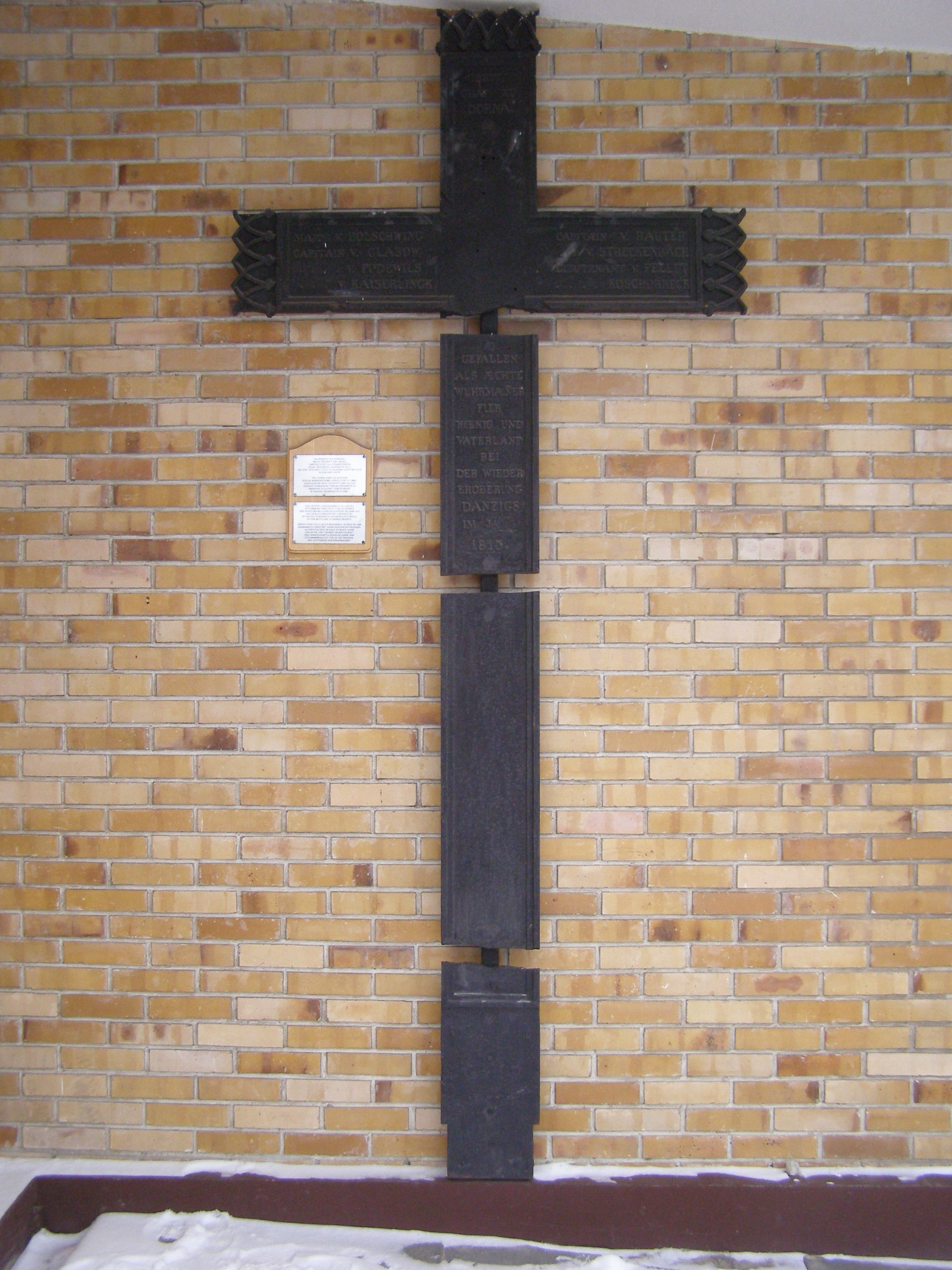
Krzyż z Góry Luizy